# Lac Karymski
Le Lac Karymski, (en russe : Карымское озеро), 53° 59′ 00″ N, 159° 27′ 42″ E, dans la Péninsule du Kamtchatka, se trouve à 5 kilomètres au sud du volcan Karymski et à environ 150 kilomètres au nord de Petropavlovsk-Kamtchatski. À 613 mètres d'altitude, c'est un lac de cratère qui occupe la caldeira du volcan Akademia Naouk (Académie des Sciences). Ses dimensions, car on ne peut pas parler de diamètre ce lac n'étant pas parfaitement circulaire, peuvent varier de 4,1 kilomètres à 3,9 kilomètres. D'une superficie de 10,2 kilomètres carrés il atteint une profondeur de 70 mètres.

## Présentation
Des sources thermales sont dispersées sur environ 2,5 kilomètres de la rive sud de la nappe d'eau qui est aussi alimentée par les précipitations et la fonte des neiges .
En 1981-1982 un employé de l'Institut de recherche du Pacifique des Pêches et de l'océanographie (TINRO) S. I. Kourenkov réussit une expérience d'empoissonnement du lac avec des Oncorhynchus nerka ou saumons rouges prélevés dans le Lac Kronotski. Grâce à la présence des sources minérales qui alimentent le lac peuplé de crustacés et de petits organismes les poissons augmentèrent en nombre, en taille et on leur trouva une meilleure saveur que leurs ascendants. Mais à mesure que la colonie se développait la quantité de nourriture disponible diminuant, les spécimens devinrent plus petits. Les résultats heureux de cette initiative furent réduits à néant par le cataclysme qui a suivi ,.
On croyait le volcan éteint mais dans la nuit du 2 janvier 1996, les volcans Karymski et Akademia Naouk entraient en éruption. Au cours de la journée des explosions sous-marines avaient lieu dans la partie nord du lac. La glace qui recouvre habituellement le lac de décembre à la mi-juillet disparut instantanément ainsi que celle qui se trouvait jusqu'à 20 mètres de hauteur sur les parois. Des geysers et une colonne de vapeur chargée de cendres s'élevèrent dans le ciel; surchauffée l'eau chargée d'acide par l'irruption de laves basaltiques se mit à bouillir anéantissant toute la flore et la faune du lac . À la suite de cet épisode qui dura 18 heures environ, sur la rive nord subsiste l'anneau formé par des dépôts pyroclastiques de cendres et de laves qui sont la crête d'un cratère d'environ 600 mètres de diamètre et de 60 mètres de profondeur dont une partie est visible à fleur d'eau et l'autre se devine à 3 ou 5 mètres de la surface. Sur la rive sud l'éruption a laissé des marmites de boue brûlantes, des geysers et des fumerolles.

## Sources: GEO

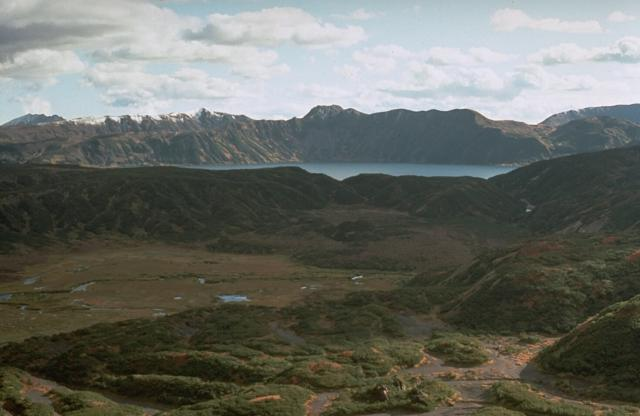
Akademia Nauk from slope of Kaymsky

Le point de départ de cette page est la légende documentée d'une photographie d'un calendrier GEO (magazine). La suite est un enrichissement de texte à l'aide des pages citées dans «Notes et références».